# Chiesa di Sant'Andrea a Doccia
La chiesa di Sant'Andrea a Doccia si trova nel comune di Pontassieve.
È documentata per la prima volta nel 1024 in una bolla del vescovo Ildebrando come possesso del monastero di San Miniato al Monte. Nel 1219 il patronato passò alla Mensa vescovile fiorentina.
Completamente rifatta nel secolo XVII e poi ancora nel 1921, la chiesa ha subito un radicale intervento di restauro fra il 1968 e il 1972 . A questo intervento risale l'aggiunta del portico anteriore. All'interno, coperto con capriate a vista, si conservano un ciborio in terracotta invetriata della bottega dei Della Robbia, una tavola, datata 1503, con Sant'Anna, la Vergine col Bambino e santi, una Crocifissione di Ignazio Hugford (doc. 1766) e un frammento di affresco trecentesco.